# President d'Itàlia
El President d'Itàlia és el cap d'estat d'Itàlia i n'és escollit per un període de set anys.

## Residència
El President viu a Roma al Palau del Quirinal, i també té a la seva disposició la residència presidencial de Castelporziano, vora Roma, i Villa Rosebery, a Nàpols.

## Qualificació requerida
- Ciutadania italiana
- Almenys 50 anys
- No haver estat inhabilitat per a càrrecs públics i drets civils

## Elecció en el càrrec
El President italià és escollit pel Parlament en una sessió conjunta, juntament amb tres representants de cada regió (llevat de la Vall d'Aosta, que només n'envia un) com a garantia de representació de les minories.
Per assolir el màxim consens d'una institució creada per a garantir la vigilància de la constitució, cal una majoria de dos terços en les tres primeres votacions. Si no surt escollit, la següent cal només majoria absoluta.
El seu mandat és de set anys; això evita que sigui escollit per les mateixes cambres, com passava en un mandat de cinc anys, i l'allibera dels excessius lligams amb els votants que l'escolliren. Pren possessió després de jurar el càrrec en el Parlament.

## Funcions del President
Segons la constitució italiana, el president té com a funcions:
1. amb relació a la representació exterior:
  - Rebre les acreditacions del personal diplomàtic;
  - Ratificar tractats internacionals, sota autorització del Parlament;
  - Fer visites oficials a l'estranger, acompanyat per un membre del govern;
  - Declarar l'estat de guerra, acordat pel Parlament;
2. Amb relació a l'exercici de funcions parlamentàries:
  - Nomenar cinc senadors vitalicis:
  - Enviar missatges a les Cambres, cridar sessions extraordinàries, dissoldre-les als sis mesos del seu mandat (el semestre blanc);
  - Convocar eleccions i fixar la data de constitució de les Cambres;
3. Amb relació a les funcions legislatives:
  - Autoritzar la presentació al Parlament de propostes de llei del govern;
  - Promulgar les lleis aprovades al Parlament;
4. Amb relació a la sobirania popular:
  - Convocar referèndum, i, en cas que sigui aprovat pels votants, declarar l'abolició de les lleis que s'hi subjectin;
5. Amb relació a la funció executiva i guiança política;
  - Nomenar, prèvia consulta, al Primer ministre d'Itàlia, i a proposta seva, els ministres;
  - Acceptar el jurament del govern, i la seva dimissió si ho fa;
  - Emanar lleis per decret (proposades pel govern sense aprovació del Parlament; seran vàlides només un temps limitat) i els actes i regulacions administratives del govern;
  - Nomenar alguns alts funcionaris estatals;
  - Presidir el Consiglio Supremo della Difesa i comandar les forces armades;
  - Decretar la dissolució dels consells regionals i destituir els presidents regionals;
6. Amb relació a l'exercici jurisdiccional:
  - Presidir el Consiglio Superiore della Magistratura;
  - Nomenar un terç de la Corte Constitutizionale;
  - Oferir perdons i commutacions.